# 胥要德
胥要德（？—739年），渤海国官员，胥氏。
渤海文王大钦茂时，胥要德官至若忽州都督、忠武将军。文王大兴二年（唐玄宗开元二十七年、日本天平十一年、739年）秋，奉命护送遣唐使平群广成归国，并出使日本。海中遇风暴，他与同行四十人遇难。平群广成和渤海云麾将军己珍蒙从出羽国登陆。日本追赠胥要德为从二位。